# Вестчестер (Флорида)
Вестчестер (англ. Westchester) — переписна місцевість (CDP) в США, в окрузі Маямі-Дейд штату Флорида. Населення — 56 384 особи (2020).

## Географія
Вестчестер розташований за координатами 25°44′49″ пн. ш. 80°20′12″ зх. д. / 25.74694° пн. ш. 80.33667° зх. д. (25.747033, -80.336682).  За даними Бюро перепису населення США в 2010 році переписна місцевість мала площу 10,27 км², з яких 10,21 км² — суходіл та 0,06 км² — водойми.

## Демографія
Згідно з переписом 2010 року, у переписній місцевості мешкали 29 862 особи в 9528 домогосподарствах у складі 7541 родини. Густота населення становила 2908 осіб/км².  Було 9812 помешкання (955/км²).
Расовий склад населення:
| - 95,7 % — білих - 1,2 % — чорних або афроамериканців - 0,4 % — азіатів - 0,1 % — корінних американців - 1,4 % — осіб інших рас |

До двох чи більше рас належало 1,2 %. Частка іспаномовних становила 91,1 % від усіх жителів.
За віковим діапазоном населення розподілялося таким чином: 17,3 % — особи молодші 18 років, 58,2 % — особи у віці 18—64 років, 24,5 % — особи у віці 65 років та старші. Медіана віку мешканця становила 45,2 року. На 100 осіб жіночої статі у переписній місцевості припадало 89,6 чоловіків;  на 100 жінок у віці від 18 років та старших — 85,7 чоловіків також старших 18 років.
Середній дохід на одне домашнє господарство  становив 60 141 долар США (медіана — 45 718), а середній дохід на одну сім'ю — 65 728 доларів (медіана — 50 598). Медіана доходів становила 30 152 долари для чоловіків та 31 766 доларів для жінок. За межею бідності перебувало 14,0 % осіб, у тому числі 18,0 % дітей у віці до 18 років та 16,7 % осіб у віці 65 років та старших.
Цивільне працевлаштоване населення становило 14 028 осіб. Основні галузі зайнятості: освіта, охорона здоров'я та соціальна допомога — 22,2 %, роздрібна торгівля — 14,7 %, науковці, спеціалісти, менеджери — 13,7 %.